# Almirante García de los Reyes (S-31)
El Almirante García de los Reyes S-31 fue el único submarino transferido a la Armada Española por la Armada de los Estados Unidos tras los acuerdos de 1953.

## Historial de servicio

### Estados Unidos
Fue dado de alta como USS Kraken (SS-370). El nombre Kraken hace referencia a un monstruo legendario del mar de las costas de Noruega. 
El Kraken, un submarino de la clase Balao fue botado el 30 de abril de 1944 en los astilleros Manitowoc Shipbuilding Co., Wisconsin, y comisionado el 8 de septiembre de 1944 al mando del comandante Thomas H. de Henry. El 27 de septiembre de 1944 partió rumbo a Hawái y llegó a Pearl Harbor el 21 de noviembre. Zarpó de aquí el 12 de diciembre de 1944 para su primera patrulla de la guerra, llegando a Saipán el 23 de diciembre, y fijó el curso hacia Indochina a la mañana siguiente. Allí rescató a un piloto del Lexington. Al no encontrar ningún blanco, puso rumbo a Fremantle, Australia, arribando allí el 14 de febrero de 1945. 
El Kraken partió en su segunda patrulla de guerra el 15 de marzo y mantuvo el servicio de salvavidas en el Mar del Sur de China apoyando ataques de portaaviones contra Singapur y Saigón. Regresó a Subic Bay el 26 de abril.
Inició su tercera patrulla de la guerra el 19 de mayo de 1945 rumbo al golfo de Tailandia. Después de buscar inútilmente blancos enemigos, cambió de puesto al mar de Java, en donde el 19 de junio bombardeó Merak y acribilló a un práctico de costa y a una nave pequeña con el cañón de cubierta de 127 mm y ametralladoras de 40 mm. Vio hundirse al práctico y, a la izquierda la nave pequeña ardiendo antes de despejar el puerto. Tres días después, los torpedos del Kraken echaron a pique un petrolero y un vapor e infligió daños a un submarino costero japonés. Volvió a Fremantle, Australia, el 3 de julio de 1945, terminando su patrulla más acertada. 
El Kraken realizó su cuarta y última patrulla el 29 de julio. Mientras buscaba al enemigo en el mar de Java, recibió noticias de la capitulación del Japón. Tras hacer escala en Pearl Harbor, llegó a San Francisco el 22 de septiembre y en donde el 4 de mayo de 1946 pasó a la reserva.

### España
El 18 de septiembre de 1958 fue remolcado al astillero naval de Pearl Harbor para su reacondicionamiento y modernización a la versión Fleet Snorkel, que era una mejora realizada en este tipo de buques más austera que las más profundas y caras GUPPY.
Este veterano de la Segunda Guerra Mundial, en la que tras cuatro patrullas en el Pacífico consiguió una estrella de batalla, llegó a España en 1959 en virtud de los acuerdos de 1953. Entonces se convirtió inmediatamente en el mejor buque del Arma Submarina y casi en el único (se le apodó como el “S-treinta y único” en referencia a su numeral (S-31)), recibió su nuevo nombre en honor al almirante Mateo García de los Reyes, primer comandante de la división de submarinos de la Armada Española.
Con él llegaron a España el primer snorkel, los torpedos guiados, el primer sónar de submarino (BQS-2, a partir de 1975, BQR-2 proveniente del S-33). En definitiva, supuso el salto desde la tecnología alemana de principios de los '40 del S-01, un U-Boot internado en España durante la Segunda Guerra Mundial, a la tecnología norteamericana de los '50. No era un buque de último modelo, pero era tal el atraso del arma submarina en la Armada Española que supuso una auténtica revolución. A principios de la década de los 70 EE. UU. transfirió otros 4 submarinos de la clase Balao a España.
La vida operativa del S-31 transcurrió a lo largo de los '60 participando fundamentalmente en tareas de adiestramiento de sus propias dotaciones y de los buques de superficie en misiones antisubmarinas. Como dato anecdótico, durante la celebración de la Semana Naval de Santander del año 1968, un grupo de periodistas fueron invitados a navegar sumergidos durante las maniobras. Uno de ellos era una mujer, Carmen Olalla que se convirtió en la primera mujer española que navegó sumergida en un submarino. 
En octubre de 1969, participó en las maniobras hispano-francesas Faron IV en aguas cercanas a Barcelona, con la presencia del entonces príncipe Juan Carlos de Borbón y Borbón a bordo del Dédalo (R-01).
El S-31 debía haberse retirado a mediados de los '70, pero una avería producida en el más moderno Narciso Monturiol (S-33) de la clase Guppy obligó a dar a éste de baja, con lo que parte de sus equipos fueron trasladados al S-31, prolongándose así la vida del García de los Reyes, hasta que en 1982 fue sustituido por el primer buque de la Clase Galerna.